# Arquidiocese de Toledo
A Arquidiocese de Toledo (em latim: Archidiœcesis Toletana) é uma arquidiocese da Igreja Católica localizada na Espanha. Foi, segundo a tradição estabelecida no século I por Tiago Magno e foi elevada a arquidiocese em 313 após o Édito de Milão. O Arcebispo Metropolitano em exercício também carrega o título de Primaz da Espanha e desde 1937 o título de Vigário Geral dos Exércitos (mas o cuidado pastoral das forças armadas espanholas é agora fornecido, desde 1986, pelo Arcebispado Militar da Espanha).
Sua sé é a Catedral de Toledo, possui um total de 268 paróquias, assistidas por 476 padres.

## Território
A arquidiocese compreende a cidade e grande parte da província de Toledo. Seu território é dividido em 268 paróquias.

## História
A Diocese de Toledo foi eregida no século I. No século IV, foi elevado à categoria de arquidiocese metropolitana. Tradicionalmente, a diocese mais importante da Espanha, Toledo é a sede do primaz da Espanha.
Com a invasão dos visigodos, e sobretudo após a nomeação de Toledo como a capital do reino, a diocese  estende o seu domínio na província cartaginese com capital em Carthago Spartaria (Cartagena atual). Desde Cartagena, sede metropolitana e capital da província, permaneceu no território dominado pelos bizantinos, o rei visigodo Gundemaro promovia a celebração de um sínodo realizado em Toledo, que concedeu o título de arquidiocese metropolitana, transferindo o título desde Cartagena, com posterior aprovação do rei, pelo Decreto de 23 de outubro de 610.
Entre 400 e 702, ocorreram dezoito Concílios de Toledo, entre os quais o mais importante é o III Concílio de Toledo, no qual Recaredo I e sua corte se convertem ao cristianismo (589).
Durante a dominação árabe, a cidade de Toledo se tornou um baluarte do cristianismo e ali permaneceu a arquidiocese com sua sucessão episcopal. No século VIII, teve lugar a uma perseguição dos cristãos pelos muçulmanos remanescentes nos territórios ocupados, o que resultou em uma migração para os reinos cristãos no norte da Península.
O rei Afonso VI e os cristãos reconquistaram a cidade de Toledo em 1085 restaurando o poder da arquidiocese. O primeiro arcebispo desta fase foi Bernardo de Cluny, um membro da Ordem de Cluny, que na época se espalhou por toda a Espanha. A sé episcopal era ativa na Reconquista, controlando o território conquistado e ajudando a expansão das ordens militares de Santiago, de Calatrava e Alcântara.
Durante este período, iniciou a construção da Catedral de Santa Maria, cuja obra terá a duração de dois séculos.
Após a conquista, durante o reinado dos Reis Católicos, o cardeal arcebispo Francisco Jiménez de Cisneros, inaugura a Universidade de Alcalá, cujo território pertencia à Arquidiocese, que terá um papel importante no campo político. Durante o reinado de Filipe II, a corte mudou-se para Madri, embora a cidade continue a depender eclesiásticamente de Toledo. Até 1885, seu território inclui também toda a cidade e da província de Madri, apesar de esta já há mais de dois séculos ser a nova capital do reino da Espanha. Isso ocorreu devido à forte oposição à construção de um bispado em Madrid realizadas pelos arcebispos, com medo de perder influência sobre o Rei e a Corte.
Durante o resto da Era Moderna, a cidade sofre um declínio lento. Apesar de a arquidiocese manter a posição de primazia, gradualmente perde importância em favor dos territórios e das dioceses vizinhas.
Nos últimos dois séculos, a arquidiocese ficou em situações graves. Durante a invasão napoleônica, foi demitido da arquidiocese o arcebispo e foi forçado a buscar refúgio em Sevilha. Com a Desamortização na Espanha, abre-se um conflito entre o governo e a Santa Sé, assim, a sede em Toledo permaneceu vaga por um tempo. Finalmente, a Guerra Civil Espanhola resultou na destruição de grande parte do patrimônio artístico da diocese e no assassinato de 281 sacerdotes. Após a guerra, procedeu-se à reconstrução material e espiritual.

## Prelados

### Arcebispos nos séculos XX e XXI

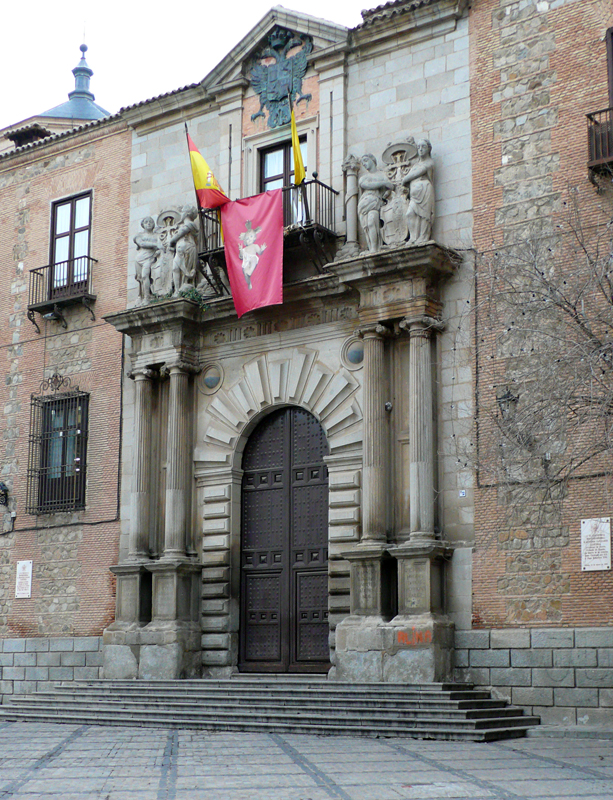
Palácio arquiepiscopal

|                   | Nome                                            | Período    | Notas                                                                            |
| Arcebispos        | Arcebispos                                      | Arcebispos | Arcebispos                                                                       |
| ----------------- | ----------------------------------------------- | ---------- | -------------------------------------------------------------------------------- |
| 120º              | Francisco Cerro Chaves                          | 2019-atual |                                                                                  |
| 119º              | Braulio Rodríguez Plaza                         | 2009-2019  |                                                                                  |
| 118º              | Antonio Cardeal Cañizares Llovera               | 2002- 2009 | Nomeado Prefeito da Congregação para o Culto Divino e Disciplina dos Sacramentos |
| 117º              | Francisco Cardeal Álvarez Martínez              | 1995-2002  |                                                                                  |
| 116º              | Marcelo Cardeal González Martín                 | 1972-1995  |                                                                                  |
| 115º              | Vicente Enrique Cardeal y Tarancón              | 1969-1972  | Nomeado Arcebispo de Madri                                                       |
| 114º              | Enrique Cardeal Pla y Deniel                    | 1941-1968  |                                                                                  |
| 113º              | Isidro Cardeal Gomá y Tomás                     | 1933-1940  |                                                                                  |
| 112º              | Pedro Cardeal Segura y Sáenz                    | 1927-1931  |                                                                                  |
| 111º              | Enrique Cardeal Reig y Casanova                 | 1922-1927  |                                                                                  |
| 110º              | Enrique Cardeal Almaraz y Santos                | 1920-1921  |                                                                                  |
| 110º              | Victoriano Cardeal Guisasola y Menéndez         | 1913-1920  |                                                                                  |
| 109º              | Gregorio María Cardeal Aguirre y García, O.F.M. | 1909-1913  |                                                                                  |
| 108º              | Ciriaco María Cardeal Sancha y Hervas           | 1898-1909  |                                                                                  |
| Bispos Auxiliares |                                                 |            |                                                                                  |
|                   | Francisco César García Magán                    | 2021-      | Atual                                                                            |
|                   | Ángel Fernández Collado                         | 2013-2018  | Nomeado Bispo de Albacete                                                        |
|                   | Joaquín Carmelo Borobia Isasa                   | 2004-2010  |                                                                                  |
|                   | Ángel Rubio Castro                              | 2004-2007  | Nomeado Bispo de Segovia                                                         |
|                   | Juan José Asenjo Pelegrina                      | 1997-2003  | Nomeado Bispo de Córdoba                                                         |
|                   | Rafael Palmero Ramos                            | 1987-1996  | Nomeado Bispo de Palencia                                                        |
|                   | Anastasio Granados García                       | 1960-1970  | Nomeado Bispo de Palencia                                                        |
|                   | Francisco Miranda Vicente                       | 1951-1960  |                                                                                  |
|                   | Eduardo Martinez González                       | 1942-1950  | Nomeado Bispo de Zamora                                                          |
|                   | Gregorio Modrego y Casaus                       | 1936-1942  | Nomeado Bispo de Barcelona                                                       |
|                   | Feliciano Rocha Pizarro                         | 1928-1935  | Nomeado Bispo de Zamora                                                          |
|                   | Rafael Balanzá y Navarro                        | 1923-1928  | Nomeado Bispo de Lugo                                                            |
|                   | Mateo Colom y Canals, O.S.A.                    | 1921-1922  | Nomeado Bispo de Huesca                                                          |
|                   | Juan Bautista Luis y Pérez                      | 1915-1921  | Nomeado Bispo de Oviedo                                                          |
|                   | Antonio Álvaro y Ballano                        | 1913-1914  | Nomeado Bispo de Zamora                                                          |
|                   | Isidoro Badía y Sarradell                       | 1903-1917  | Nomeado Bispo de Tarazona                                                        |
|                   | Juan José Laguarda y Fenollera                  | 1899-1902  | Nomeado Bispo de Urgell                                                          |